# Duomo di Piove di Sacco
La chiesa di San Martino Vescovo è il duomo di Piove di Sacco, in provincia e diocesi di Padova; fa parte del vicariato del Piovese.

## Storia
La prima chiesa di Piove di Sacco, dedicata a Santa Maria, esisteva già nel IX secolo. Con l'aumento demografico, ci si accorse che detto edificio non era abbastanza capiente e, allora, si decise di costruirne una nuova chiesa da affiancare alla vecchia. La nuova parrocchiale, costruita tra il 970 ed il 975 e dedicata a San Martino di Tours, venne presto elevata a pieve. Essa fu riedificata tra il 1090 ed il 1100 e nello stesso periodo venne istituito un capitolo di nove canonici, da affiancare al parroco ed al diacono. La pieve fu rifatta nel XV secolo e, nel 1810, fu soppresso il capitolo. Nel 1893 iniziarono su progetto di Francesco Gasparini i lavori di costruzione dell'attuale duomo, completato nel 1903. Nel frattempo, con una bolla del 9 maggio 1901, papa Leone XIII aveva elevato il duomo ad abbaziale.

## Descrizione

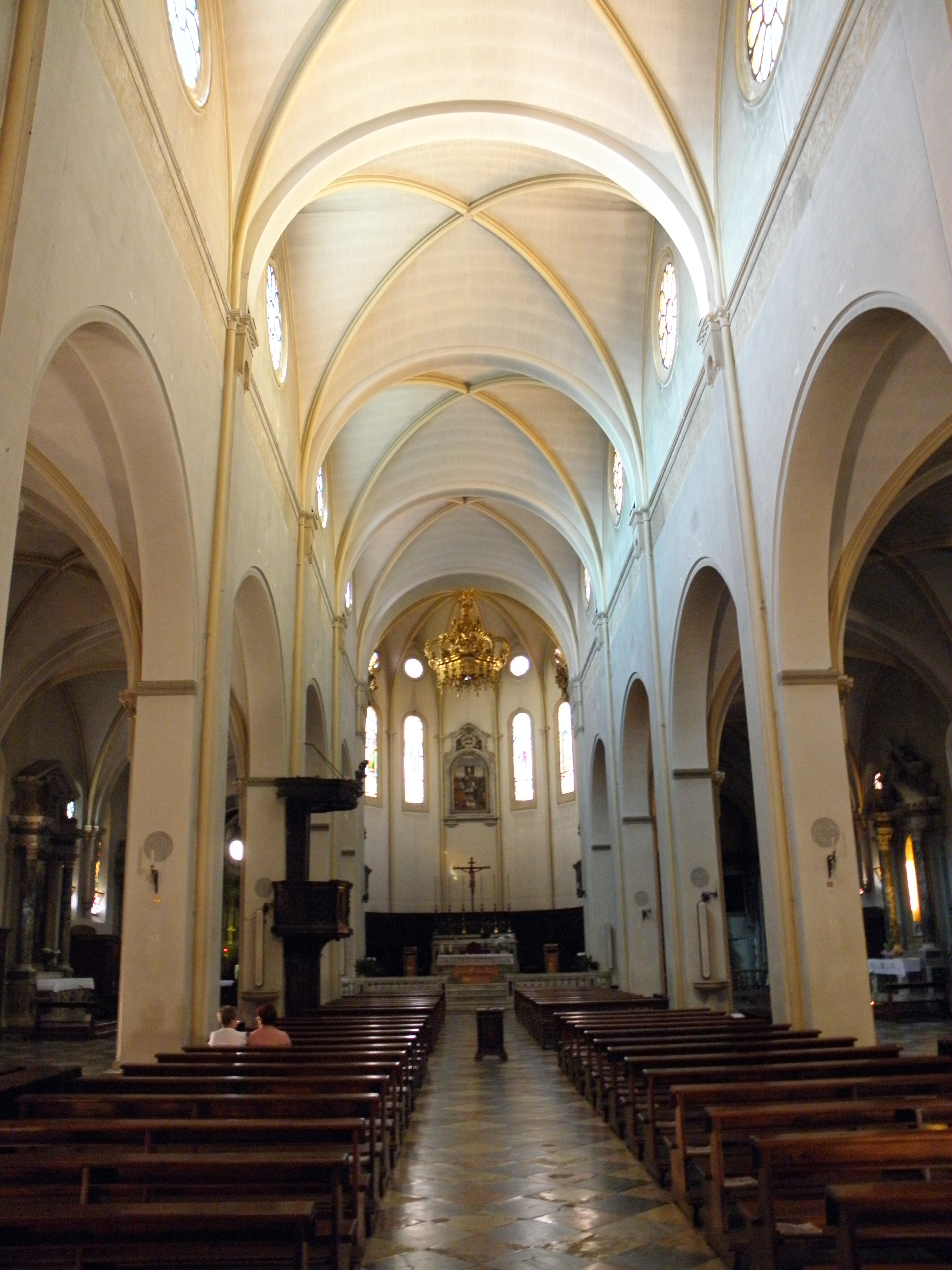
L'interno

Nella pala del presbiterio, dipinta da Giampietro Silvio nel 1532, San Martino in trono con i santi Pietro e Paolo.  La pala riprende lo schema cinquecentesco della sacra conversazione: i personaggi sono riuniti all'interno di una struttura architettonica della quale si possono intravedere le colonne, aperta sul paesaggio circostante. 
Nella parete destra della navata si può ammirare la bella pala d'altare, nella quale spiccano il rosso del vestito e il blu cobalto del mantello della Vergine, raffigurante la Madonna del Carmine con Gesù bambino tra i santi Caterina d'Alessandria e Michele Arcangelo. L'opera fu eseguita da Giambattista Tiepolo tra 1737 e 1738 per la confraternita del Carmine, che la collocò sul proprio altare. Alla soppressione della confraternita, la tela venne rimossa, sostituita con una scultura raffigurante la Pietà e custodita nella soffitta della canonica fino al 1896, anno in cui la tela venne restaurata e riportata sull'altare della Madonna del Carmine, dove tuttora si trova. È stata oggetto di restauro anche nel 1960 e nel 1995.
L'organo fu costruito da D. Malvestio nel 1909 riutilizzando il materiale fonico del precedente organo G. Callido op. 99 del 1774. Nel 1942 fu elettrificato dalla famiglia Ruffatti e nel 1976 fu oggetto di un restauro ad opera di G. Ruffatti. Lo strumento possiede 2164 canne distribuite tra la cassa armonica al lato destro del presbiterio e un corpo corale ubicato dietro l'altare maggiore, la consolle dispone di due manuali e pedaliera.  Nel mese di ottobre del 2015 sono stati rinvenuti in tre altari minori diciotto reliquiari risalenti al XVII secolo in legno e vetro contenenti frammenti di osso di san Fermo, san Pio, san Costantino e di altri santi non ancora identificati.